# Pachycerianthus aestuarii
Pachycerianthus aestuarii är en korallart som först beskrevs av Torrey och Kleeburger 1909.  Pachycerianthus aestuarii ingår i släktet Pachycerianthus och familjen Cerianthidae. Inga underarter finns listade i Catalogue of Life.